# Challenger de Bangkok 2013
El Chang-Sat Bangkok Open 2013 fue un torneo de tenis profesional que se jugó en pista dura. Se trató de la 5.ª edición del torneo que forma parte del ATP Challenger Tour 2013 . Tuvo lugar en Bangkok, Tailandia entre el 24 de agosto y el 1 de septiembre de 2013.

## Jugadores participantes del cuadro de individuales

### Cabezas de serie
| País                    | Jugador           | Rank1 | Favorito |
| Bandera de Eslovenia    | Blaž Kavčič       | 125   | 1        |
| Bandera de Australia    | Matthew Ebden     | 127   | 2        |
| Bandera de China Taipéi | Jimmy Wang        | 139   | 3        |
| Bandera de Japón        | Yuichi Sugita     | 148   | 4        |
| Bandera de Japón        | Hiroki Moriya     | 181   | 5        |
| Bandera de Australia    | Matt Reid         | 212   | 6        |
| Bandera de Hungría      | Marton Fucsovics  | 233   | 7        |
| Bandera de Australia    | Benjamin Mitchell | 260   | 8        |
| ----------------------- | ----------------- | ----- | -------- |

- 1 Se ha tomado en cuenta el ranking del día 19 de agosto de 2013.

### Otros participantes
Los siguientes jugadores recibieron una invitación (wild card), por lo tanto ingresan directamente al cuadro principal:
- Kittipong Wachiramanowong
- Chayanon Kaewsuto
- Warit Sornbutnark
- Phassawit Burapharitta

Los siguientes jugadores ingresan al cuadro principal tras disputar el cuadro clasificatorio:
- Tyler Hochwalt
- Karunuday Singh
- Temur Ismailov
- Wishaya Trongcharoenchaikul

## Jugadores participantes en el cuadro de dobles

### Cabezas de serie
| País                    | Jugador            | País                    | Jugador            | Rank1 | Favorito |
| Bandera de Tailandia    | Sanchai Ratiwatana | Bandera de Tailandia    | Sonchat Ratiwatana | 176   | 1        |
| Bandera de China Taipéi | Hsin-Han Lee       | Bandera de China Taipéi | Hsien-Yin Peng     | 258   | 2        |
| Bandera de Australia    | Matt Reid          | Bandera de China Taipéi | Jimmy Wang         | 350   | 3        |
| Bandera de Japón        | Toshihide Matsui   | Bandera de Tailandia    | Danai Udomchoke    | 414   | 4        |
| ----------------------- | ------------------ | ----------------------- | ------------------ | ----- | -------- |

- 1 Se ha tomado en cuenta el ranking del día 19 de agosto de 2013.

## Campeones

### Individual Masculino
- Blaž Kavčič  derrotó en la final a  Suk-Young Jeong por 6-3, 6-1

### Dobles Masculino
- Ti Chen /  Liang-Chi Huang  derrotaron en la final a  Suk-Young Jeong /  Ji Sung Nam por 6-3, 6-2.